# Sultan bin Mohamed al-Qasimi

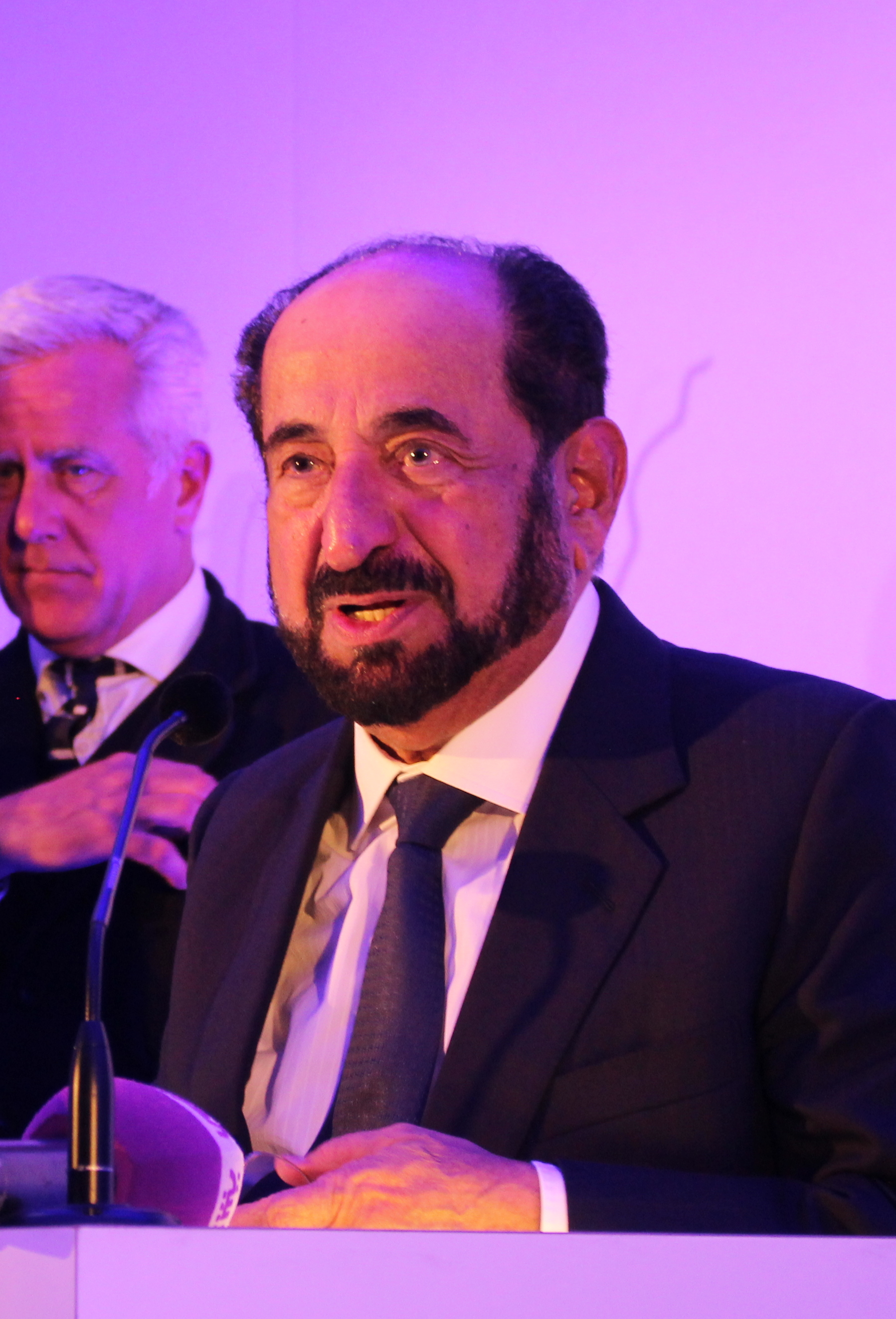
Sultan bin Mohammed al-Qasimi, 2017

Scheich Sultan bin Mohamed al-Qassimi III. (arabisch سلطان بن محمد القاسمي, DMG Sulṭān b. Muḥammad al-Qāsimī; * 2. Juli 1939) ist der Herrscher des Emirats Schardscha und Mitglied des Obersten Rates der Vereinigten Arabischen Emirate. Er regiert seit 1972. Sultan bin Mohamed al-Qasimi hat Promotionen an den englischen Universitäten Exeter (Philosophie, 1985) und Durham (Geschichte, 1999) abgeschlossen.
2002 erhielt er den König-Faisal-Preis für Verdienste um den Islam. Er finanzierte als Hauptstifter maßgeblich den Bau des Islamischen Forums Penzberg in Oberbayern.

## Familie
Sein ältester Sohn Mohammed (1974–1999) starb an einer Überdosis Heroin auf dem Anwesen seiner Familie in East Grinstead, England. Seine Tochter Hoor (* 1980) ist eine weltweit geachtete Kuratorin. Sein jüngerer Sohn Khalid (1980–2019) war Modedesigner und starb an einer Drogenvergiftung. In seinem Luxusapartment in West London wurde er von seiner Putzfrau tot aufgefunden. Am Abend zuvor hatten er und ein weiterer Mann GHB und Kokain konsumiert.

## Schriften
- The Myth of Arab Piracy in the Gulf. Croom Helm, London u. a. 1986, ISBN 0-7099-2106-3.
- Meine frühen Lebensjahre. Aus dem Englischen von Claudia Riefert, Redaktion von Beate Bücheleres, Georg Olms Verlag, Hildesheim, Zürich, New York 2011, ISBN 978-3-487-14666-9.
- Stürmische Zeiten. Meine ersten Jahre als Herrscher von Sharjah 1971–1977. Aus dem Englischen von Stefanie Kuballa-Cottone, Redaktion Beate Bücheleres, Georg Olms Verlag, Hildesheim, Zürich, New York 2012, ISBN 978-3-487-14842-7.
- Fest im Sattel. Die Jahre der Konsolidierung 1979–1987. Aus dem Englischen von Stefanie Kuballa-Cottone, Redaktion Beate Bücheleres, Georg Olms Verlag, Hildesheim, Zürich, New York 2013, ISBN 978-3-487-15012-3.